# Angry Birds Star Wars
Angry Birds Star Wars fue un videojuego de lógica  que mezcla la temática del videojuego Angry Birds con la del universo Star Wars, lanzado el 8 de noviembre de 2012 primero para dispositivos Windows, iOS y Android, más tarde también para Mac y BlackBerry. Es el sexto juego de Angry Birds en la serie. El 18 de julio de 2013, Rovio anunció que Angry Birds Star Wars llegaría a PlayStation 3, PlayStation Vita, Xbox 360, Wii, Wii U, y para Nintendo 3DS el 29 de octubre de 2013, en conjunto con Activision. A partir de agosto de 2013, el juego ha sido descargado más de 100 millones de veces en sus diversas plataformas. El juego se lanzó junto con el lanzamiento de las consolas PlayStation 4 y Xbox One.
El 15 de julio de 2013, Rovio anunció un segundo juego, titulado Angry Birds Star Wars II. Está basada en la trilogía de precuelas de Star Wars y en la serie de televisión Star Wars Rebels. Angry Birds Star Wars II fue lanzado el 19 de septiembre de 2013.
Angry Birds Star Wars fue descontinuado a principios de 2020 junto con Angry Birds Rio y Angry Birds Star Wars II debido a que las licencias habían expirado.

## Jugabilidad
El juego combina elementos de Angry Birds y Angry Birds Space, con niveles que tienen lugar tanto en terreno estándar como en el espacio exterior.
Con la exclusión de los Blue, todos los pájaros reciben nuevos poderes aún no vistos antes en un título canónico de Angry Birds, algunos de estos que se actualizan a medida que el juego avanza. Los jugadores pueden volver a jugar niveles previamente completados con las habilidades mejoradas.
Las diferencias con otros juegos son que los pájaros aún pueden realizar sus habilidades elegidas una fracción de segundo después de chocar con un objeto. El Halcón Milenario se llama Mighty Falcon y se usa en lugar del Mighty Eagle/Águila Poderosa que se encuentra en juegos anteriores. Cuando se gana un cierto número de estrellas, el jugador obtiene una recompensa, como pueden ser 5 Mighty Falcon (un elemento que se puede usar durante los niveles normales para tratar de ganar insignias) o acceder a un nivel de Droide Dorado. Hay niveles de bonificación adicionales si el jugador logra golpear droides dorados en niveles seleccionados. El 13 de junio de 2013, se agregaron power-ups.
Hubo una versión de Facebook de Angry Birds Star Wars que incluía torneos semanales además de algunos niveles de historia. Cerró el 3 de marzo de 2014.

## Personajes
- Red (Pájaro rojo): Luke Skywalker
- Hal (Pájaro verde): Yoda
- Bomb (Pájaro negro): Obi-Wan Kenobi
- Chuck (Pájaro amarillo): Han Solo
- Chuck  (versión marrón) : Lando Calrissian
- Blue Birds (Pájaros azules): Wedge Antilles
- Terence (Pájaro rojo grande): Chewbacca
- Matilda (Pájaro blanco): C-3PO
- Egg (Huevo): R2-D2
- Stella (Pájara rosa): Leia Organa
- King Pig (Rey Cerdo): Emperador Palpatine
- Moustache Pig (Cerdo con bigote): Darth Vader
- Red (pájaro desplumado): Anakin, episodio VI
- Corporal Pig (cerdo con casco): Boba Fett
- King Pig (Rey Cerdo doble): Jabba el Hutt
- Minion Pig (cerdito raso): Moradores de las arenas, Stormtroopers, Oficiales Imperiales, Snowtroopers

## Escenarios
Los niveles se desarrollan en Tatooine, la Estrella de la Muerte, Dagobah, Hoth, Bespin, Endor y Estrella de la Muerte II.

## Episodios
| ! # | Episodio                 | Niveles del lado de los pájaros | Niveles del lado porcino | Fecha de publicación    | Special Features                                                                                    |
| --- | ------------------------ | ------------------------------- | ------------------------ | ----------------------- | --------------------------------------------------------------------------------------------------- |
| 1   | Tatooine                 | 40                              | 40                       | 8 de noviembre de 2012  | Aparece Luke, Obi-Wan, Han y moradores de las arenas. Un nuevo poder para Luke, y ambiente espacial |
| 2   | Estrella de la Muerte    | 40                              | 40                       | 8 de noviembre de 2012  | Aparece Wedge, Darth Vader y Chewbacca, Láseres, Niveles con jefes, y un mejorado poder de Obi-Wan  |
| 3   | Hoth                     | 40                              | 40                       | 29 de noviembre de 2012 | Aparece la Princesa Leia, nieve, hielo, y aerodeslizadores                                          |
| 4   | Ciudad Nube              | 40                              | 40                       | 28 de marzo de 2013     | Aparece Lando, Boba, vapor                                                                          |
| 5   | Luna de Endor            | 30                              | 30                       | 12 de setiembre de 2013 | Aparecen los ewoks                                                                                  |
| 6   | Estrella de la Muerte II | 30                              | 30                       | 16 de diciembre de 2013 | Aparece el Emperador Palapatine                                                                     |
| B   | Boba Fett Missions       | 10                              | 8                        | 28 de marzo de 2013     | Especial, Se desbloquea encontrando cinco jetpacks                                                  |
| J   | Path of the Jedi         | 40                              | 0                        | 8 de noviembre de 2012  | Episodio extra, Aparecen maniquíes de cerdos y un nuevo sable de luz para Luke                      |
| S/D | Bonus                    | 12/11                           | 10/9                     | 8 de noviembre de 2012  | Cada nivel es desbloqueado encontrando los droides de oro, solo están C-3PO y R2-D2                 |

## Recepción
El juego ha recibido críticas favorables con una puntuación de Metacritic de 88/100 basada en 22 críticas.
En una encuesta realizada por Rovio en 2013, el juego obtuvo la mayoría de los votos para el juego favorito de Angry Birds. La versión de Facebook también ha obtenido muchas respuestas positivas.
En los Premios Webby de 2013, el juego fue galardonado como el "Mejor Juego".

## Segunda Parte
Angry Birds: Star Wars II, la precuela de Angry Birds: Star Wars, salió el 19 de septiembre del 2013, con nuevos niveles y su temática centrada en los episodios I, II y III de Star Wars.

## Descontinuación de la versión de PC
El 13 de noviembre de 2014, Rovio confirmó en sus F.A.Q (Preguntas Frecuentes) dentro de su página oficial, que las versiones de PC (Angry Birds, Angry Birds Seasons, Angry Birds Rio, Angry Birds Space, Angry Birds Star Wars I - II y Bad Piggies) dejan de recibir constantemente sus actualizaciones dando por "descontinuada" a dicha versión, Además de descargarlas desde su tienda en línea.